# Museu Municipal do Esporte
Museu Municipal do Esporte é um museu temático voltado ao esporte localizado nas dependências do Ginásio Poliesportivo Pedro Jahara, em Teresópolis, interior do estado do Rio de Janeiro. Inaugurado em 21 de julho de 2003, o espaço é dedicado a exposição da história e conquistas de desportistas locais que representam ou representaram o município em competições nacionais e internacionais. Possui em seu acervo algumas peças importantes, como a primeira roupa de alpinismo de Mozart Catão.